# Giro d'Italia de 2013
Giro d'Italia 2013 foi a nonagésima sexta edição da prova ciclística Giro d'Italia (Corsa Rosa). A prova foi composta por 21 etapas e deu início em Nápoles a 4 de maio e terminou em Brescia no dia 21. O vencedor da prova foi Vincenzo Nibali da equipe Astana.

## Equipes
Sendo uma corrida da UCI World Tour, o Giro estava acordado a convidar todas as equipes na primeira divisão —as equipes ProTour —e essas acordadas a participar. No iniçio da época, existiam, em anos recentes, dezoito equipes ProTour, e os dirigentes da corrida, emitiram quatro convites wildcard para preencherem a cota normal de vinte e duas equipes para o evento. Mesmo assim, tiveram sucesso na sua reclamação de perda de estatuto de ProTour da equipe Team Katusha para o Tribunal Arbitral do Desporto e a UCI decidiu contra negar a entrada de uma das outras equipes; resultando que participaram 23 equipes no Giro, tal como por especial dispensa em 2011. As equipes que participaram foram:
| Equipes ProTeam (19)- AG2R La Mondiale - Argos-Shimano - Astana - Blanco - BMC Racing Team - Cannondale Pro Cycling - Euskaltel-Euskadi - FDJ - Garmin Sharp - Katusha - Lampre-Merida - Lotto-Belisol - Movistar Team - Omega Pharma-Quick Step - Orica-GreenEDGE - RadioShack-Leopard - Saxo-Tinkoff - Sky - Vacansoleil-DCM Equipes profissionais Continentais (4)- Androni Giocattoli-Venezuela - Bardiani Valvole-CSF Inox - Colombia - Vini Fantini-Selle Italia |
| |

### Favoritos na pré-corrida
O vencedor do Giro de 2012 Ryder Hesjedal, e Bradley Wiggins, vencedor do Tour de France 2012 e Vincenzo Nibali estavam entre os favoritos à vitória final . Outros candidatos possíveis incluído Michele Scarponi, Cadel Evans, Robert Gesink e Samuel Sánchez.

## Rota e etapas

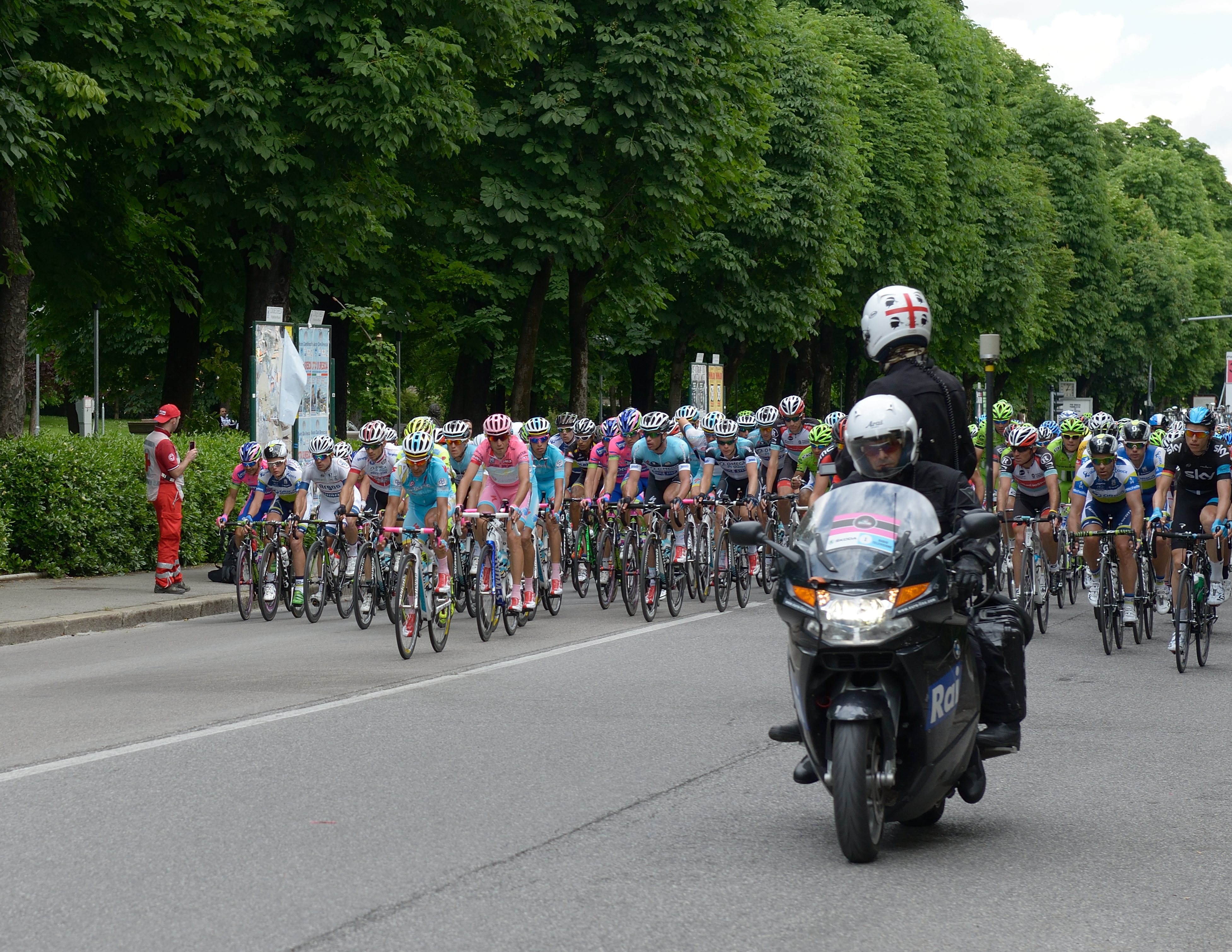
O Giro chega ao destino final Brescia

Em 30 de setembro de 2012, a rota completa foi anunciada em Milão. Pela primeira vez desde 2008, as primeiras etapas da corrida (oito no total) teriam lugar no sul da Itália  A ilha de Ischia também sediou uma etapa pela primeira vez em 54 anos.
Em 2013, a corrida fez uma homenagem às vítimas do desastre de 1963 na barragem do Vajont, mas também ao compositor Giuseppe Verdi (na etapa 13 e depois na etapa 9) e ao famoso ciclista e triplo vencedor do Giro Gino Bartali. Houve especulação antes da corrida que alguns trechos do percurso também poderiam ser relevantes para candidatos do campeonatos do mundo desse ano em Florença.
Em uma revogação de uma mudança de regra da corrida de 2012, todas as etapas iniciadas em massa começariam novamente a ser concedidos bônus de tempo para os três primeiros corredores de 20 segundos, de 12 segundos e de 8 segundos, respectivamente. Em 2012, as etapas classificadas de alta montanha não atribuíam bônus de tempo. Este Giro também foi a primeiro a apresentar dois sprints intermédios por etapa de estrada, em vez de apenas um. Esses sprints atribuíam pontos para a classificação de pontos de bônus e segundos na classificação geral.
| Etapa | Data    | Percurso                                   | Distância (km)  | Tipo de terreno | Tipo de terreno | Vencedor                   |          |
| ----- | ------- | ------------------------------------------ | --------------- | --------------- | --------------- | -------------------------- | -------- |
| 1     | 4 maio  | Nápoles                                    | 130 km (81 mi)  |                 | Plano           | Mark Cavendish (GBR)       |          |
| 2     | 5 maio  | Ísquia - Forio                             | 17,4 km (11 mi) |                 | CR Equipes      | Team Sky                   |          |
| 3     | 6 maio  | Sorrento - Marina di Ascea                 | 222 km (138 mi) |                 | Intermediário   | Luca Paolini (ITA)         |          |
| 4     | 7 maio  | Policastro Bussentino - Serra San Bruno    | 246 km (153 mi) |                 | Intermediário   | Enrico Battaglin (ITA)     |          |
| 5     | 8 maio  | Cosenza - Matera                           | 203 km (126 mi) |                 | Plano           | John Degenkolb (GER)       |          |
| 6     | 9 maio  | Mola di Bari - Margherita di Savoia        | 169 km (105 mi) |                 | Plano           | Mark Cavendish (GBR)       |          |
| 7     | 10 maio | San Salvo - Pescara                        | 177 km (110 mi) |                 | Intermediário   | Adam Hansen (AUS)          |          |
| 8     | 11 maio | Gabicce Mare - Saltara                     | 54,8 km (34 mi) |                 | CR Individual   | Alex Dowsett (GBR)         |          |
| 9     | 12 maio | Sansepolcro - Florença                     | 170 km (106 mi) |                 | Intermediário   | Maxim Belkov (RUS)         |          |
|       | 13 maio | Descanso                                   | Descanso        | Descanso        | Descanso        | Descanso                   | Descanso |
| 10    | 14 maio | Cordenons - Altopiano del Montasio         | 167 km (104 mi) |                 | Montanha        | Rigoberto Urán (COL)       |          |
| 11    | 15 maio | Cave del Predil - Erto e Casso             | 182 km (113 mi) |                 | Intermediário   | Ramūnas Navardauskas (LTU) |          |
| 12    | 16 maio | Longarone - Treviso                        | 134 km (83 mi)  |                 | Plano           | Mark Cavendish (GBR)       |          |
| 13    | 17 maio | Busseto - Cherasco                         | 254 km (158 mi) |                 | Plano           | Mark Cavendish (GBR)       |          |
| 14    | 18 maio | Cervere - Bardonecchia                     | 180 km (112 mi) |                 | Montanha        | Mauro Santambrogio (ITA)   |          |
| 15    | 19 maio | Cesana Torinese - Col du Galibier Valloire | 149 km (93 mi)  |                 | Montanha        | Giovanni Visconti (ITA)    |          |
|       | 20 maio | Descanso                                   | Descanso        | Descanso        | Descanso        | Descanso                   | Descanso |
| 16    | 21 maio | Valloire - Ivrea                           | 238 km (148 mi) |                 | Intermediário   | Beñat Intxausti (ESP)      |          |
| 17    | 22 maio | Caravaggio - Vicenza                       | 214 km (133 mi) |                 | Plano           | Giovanni Visconti (ITA)    |          |
| 18    | 23 maio | Mori - Polsa                               | 20,6 km (13 mi) |                 | CR Individual   | Vincenzo Nibali (ITA)      |          |
| 19    | 24 maio | Ponte di Legno - Martello                  | 139 km (86 mi)  |                 | Montanha        | Etapa Cancelada            |          |
| 20    | 25 maio | Schlanders - Tre Cime di Lavaredo          | 203 km (126 mi) |                 | Montanha        | Vincenzo Nibali (ITA)      |          |
| 21    | 26 maio | Riese Pio X - Brescia                      | 197 km (122 mi) |                 | Plano           | Mark Cavendish (GBR)       |          |